# Eggleston Hall
Eggleston Hall est une maison de campagne anglaise privée du XIXe siècle située à Eggleston, Teesdale, dans le comté de Durham. Il s'agit d'un bâtiment classé Grade II*.

## Histoire

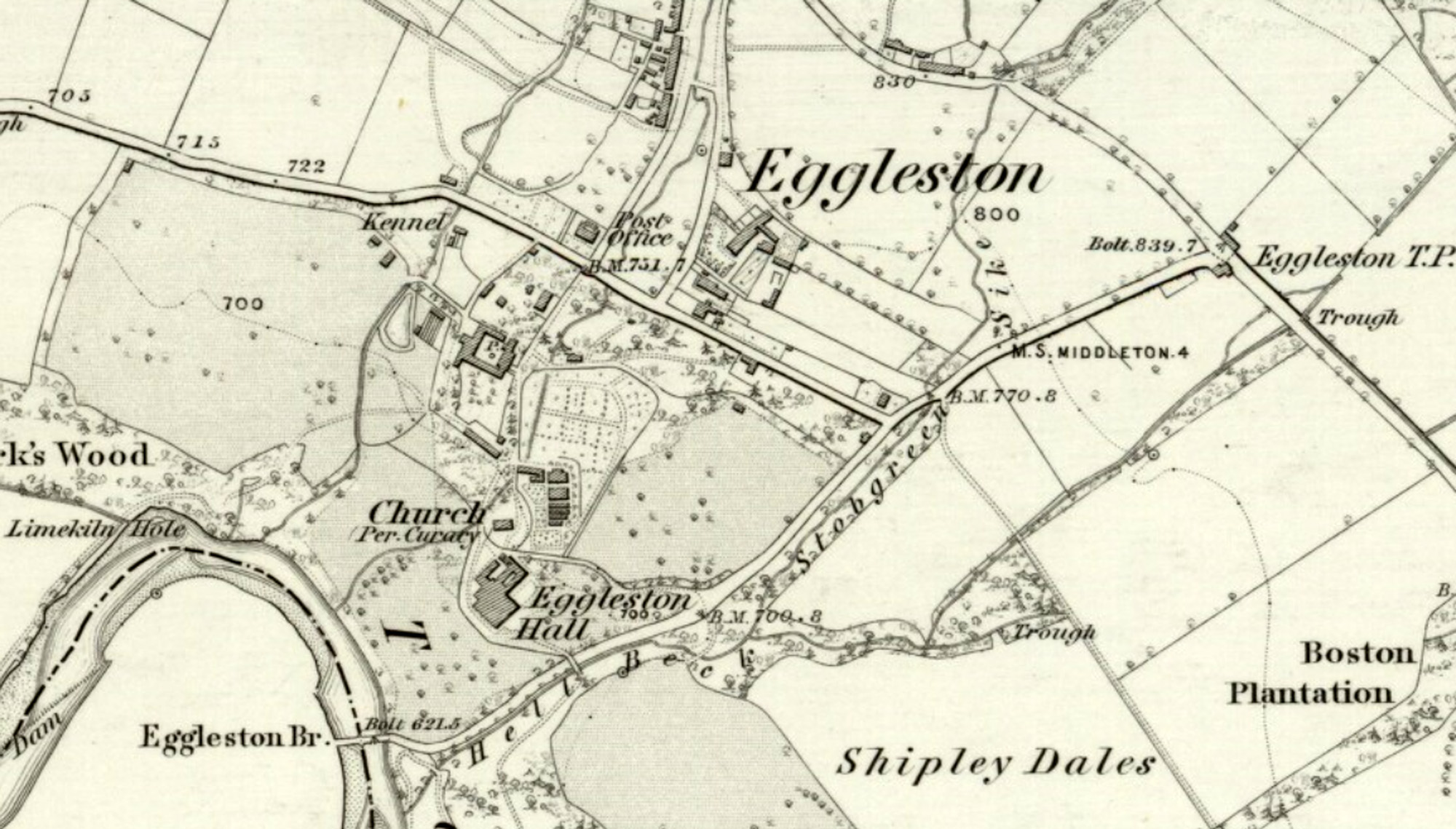
Carte d'Eggleston en 1855

Le manoir d'Eggleston est confisqué au profit de la Couronne à Charles Neville, 6e comte de Westmorland en raison de son rôle dans le soulèvement du Nord en 1569. Il est concédé par la Couronne à la ville de Londres et passe ensuite entre plusieurs mains jusqu'à ce qu'il soit acquis par la famille Hutchinson au début du XVIIIe siècle.
La maison est construite en 1817 à l'emplacement de l'ancien manoir. Il est commandé par William Hutchinson sur une conception de l'architecte Ignatius Bonomi. La maison à deux étages comporte un bloc central en retrait à deux travées flanqué de travées d'extrémité en saillie reliées par une colonnade d'Ordre dorique.
En 1919, la maison est acquise par William Cresswell Gray, 1er baronnet, de l'entreprise de construction navale William Gray & Company. De 1972 à 1991, elle est utilisée comme école de finition par Rosemarie Gray, la veuve de William Talbot Gray (haut shérif de Durham en 1971), le fils de William Gray, puis reprend un usage résidentiel. C'est, en 2008, le siège familial de William Hume Gray, 3e baronnet.